# Rosa (lontra-marinha)
Rosa (Agosto de 1999 – 5 de Junho de 2024) foi uma lontra-marinha fêmea do Aquário da baía de Monterey. Ela foi conhecida por ser a lontra residente mais velha do aquário e por ser mãe substituta de 15 lontras abandonadas no aquário.

## Início da vida
Rosa nasceu no final de agosto de 1999. Ela foi encontrada encalhada em uma praia no Condado de Santa Cruz, Califórnia, quando tinha quatro semanas de idade e foi trazida para o aquário. Rosa pesava 2 kg na época. Ela foi solta a natureza aos dois anos de idade, mas precisou ser devolvida ao aquário dois anos depois, porque continuava interagindo com humanos, saltando em cima de banhistas e caiaques.

## Aparência, hábitos e cuidados

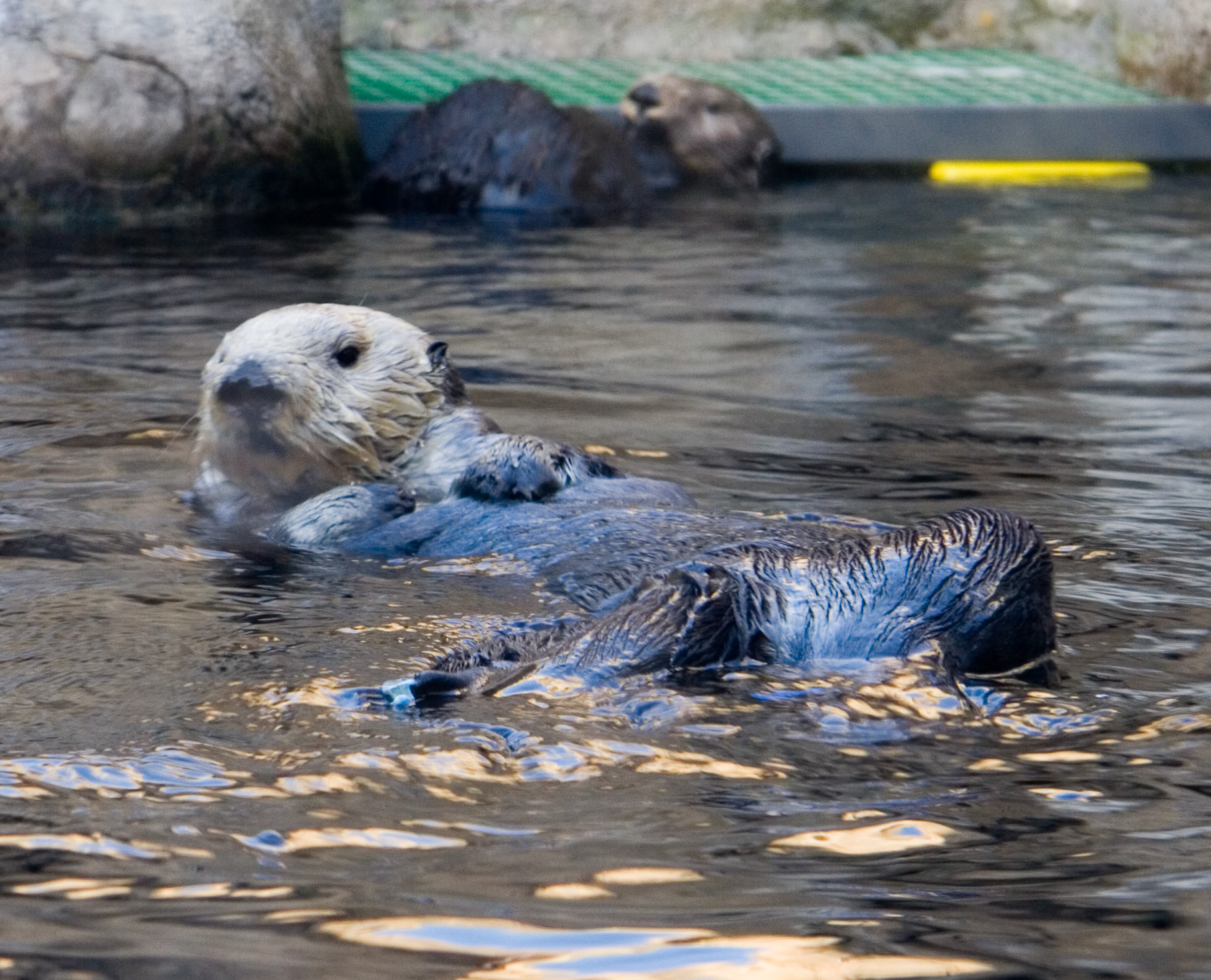
Uma das lontras-marinhas no Aquário da baía de Monterey em 2007

Rosa era caracterizada pela sua figura grande, com um pelo macio prateado e sardas brancas em sua cabeça. Podia ser vista na câmera ao vivo da lontra-marinha do aquário e normalmente descansava na superfície da água na janela central depois de se alimentar. Durante um período de tempo, gostava de comer comida viva com conchas e caranguejos, comendo mais de 4,5 kg de comida por dia. Ela criou 15 filhotes de lontra-marinha órfãs antes de se aposentar em 2019, tendo as suas últimas lontras soltas na natureza em outubro do mesmo ano. No final da sua vida, foi abrandada por um problema cardíaco e uma visão muito limitada. Viveu até à sua velhice sendo alimentada com bolas de plástico, chamadas bolas boomer, ou outros brinquedos para distribuir comida, e era cuidada regularmente por uma equipa de vigilância da saúde que realizava sessões de treino pessoal que se adaptavam aos limites da Rosa. A Rosa recebia um exame físico três vezes por ano com radiografias, análises ao sangue e cuidados dentários.  A equipa do aquário construiu uma rampa em 2013 para lidar com uma potencial artrite. A sua dieta foi ajustada com base no seu peso, que era verificado regularmente. O treino de criação aprendido pela Rosa incluía subir para uma balança, levantar as patas para inspeção, permitir o uso de gotas oculares e abrir a boca para inspeção. Como muitas outras lontras no aquário, ela tinha mais de 20 comportamentos diferentes treinados.

## Origem do nome
Algumas das lontras do Aquário da Baía de Monterey, incluindo Rosa, têm o nome de personagens de John Steinbeck. O nome de Rosa tem origem no romance Tortilla Flat (Boêmios Errantes no Brasil e O milagre de São Francisco em Portugal). Numa transmissão ao vivo para celebrar o seu aniversário de 24 anos de idade, foi referido que o seu nome original era Faye, mas que foi alterado para Rosa, por ter sido considerado semelhante demais ao nome de outra lontra na época.

## Aniversário de Rosa
Desde o aniversário de 20 anos de idade de Rosa, em 2019, o streamer da Twitch e YouTuber Douglas Scott Wreden, também conhecido como DougDoug na internet, realizou transmissões ao vivo anuais beneficentes para arrecadar dinheiro para o Aquário da Baía de Monterey. Essas transmissões contribuíram para a popularidade de Rosa. Wreden e sua comunidade arrecadaram mais de US$ 14.000 para o aniversário de 22 anos de idade de Rosa. Durante sua transmissão comemorando o  aniversário de 23 anos de idade de Rosa, ele e seus espectadores da Twitch arrecadaram mais de 104 mil doláres para o aquário. Em agosto de 2023, Wreden realizou duas transmissões para o aniversário de Rosa de 24 anos de idade, arrecadando um total de 302 mil doláres. No total, Wreden arrecadou mais de 420 mil doláres para o Aquário da baía de Monterey.

## Morte
Rosa morreu em 5 de junho de 2024, tendo sofrido uma eutanásia devido a problemas de saúde relacionados à idade. Na época de sua morte, ela era a lontra marinha mais velha do Aquário da Baía de Monterey, com 24 anos e 9 meses. Ela era mais velha do que a lontra marinha macho mais velha conhecida nos Estados Unidos, Adaa, que viveu até os 22 anos e 8 meses, mas não mais velha do que a lontra fêmea mais velha conhecida, Etika, que viveu até os 28 anos de idade.